# 栗野駅
栗野駅（くりのえき）は、鹿児島県姶良郡湧水町木場にある、九州旅客鉄道（JR九州）肥薩線の駅である。かつては山野線が分岐していた。

## 歴史
- 1903年（明治36年）9月5日：鹿児島線の横川駅（現在の大隅横川駅）から当駅までの延伸にともない開設[2]。
- 1908年（明治41年）：飯野村白鳥まで森林軌道が敷設される[5]。
- 1921年（大正10年）9月11日：山野軽便線が当駅から山野まで開業し分岐駅となる[3]。
- 1922年（大正11年）9月2日：山野軽便線が山野線に改称[3]。
- 1982年（昭和57年）4月1日：貨物扱い廃止[6]。
- 1984年（昭和59年）2月1日：荷物扱い廃止[6]。
- 1987年（昭和62年）4月1日：国鉄の分割民営化により九州旅客鉄道が継承[4]。
- 1988年（昭和63年）2月1日：山野線が全線廃止となる[4]。
- 2004年（平成16年）4月1日：簡易委託化。
- 2011年（平成23年）：駅事務室に観光協会が移転。

## 駅構造
島式ホーム1面2線を有する地上駅。駅舎に接している単式ホーム（1番線）はかつての山野線用で、現在は使われていない。駅舎から島式ホームには跨線橋で連絡している。のりばは駅舎側からそれぞれ2番線、3番線である。さらに跨線橋を渡ると、駅裏の丸池（名水百選）前に出られるようになっている。丸池から流れ出る水路は、当駅のホーム下を丸池湧水煉瓦暗渠（近代化産業遺産認定）で横断している。ホームには真幸駅と同じような、発車の合図の鐘が残っている。
駅舎はコンクリート造り平屋である。駅舎内部には待合所や出札口などがある。隼人駅が管理し、湧水町観光協会が受託する簡易委託駅となっている。自動券売機は設置されておらず、早朝・夜間は車内精算となる。駅事務室は観光協会事務所・売店として使用されている。待合所には2017年3月11日に鹿児島県内の有志によるストリートピアノプロジェクトを通じてアップライトピアノが設置された。ストリートピアノがまた新しく誕生します

### のりば
| のりば | 路線    | 方向 | 行先                 |
| ------ | ------- | ---- | -------------------- |
| 2      | ■肥薩線 | 上り | 吉松・都城方面       |
| 3      | ■肥薩線 | 下り | 隼人・鹿児島中央方面 |

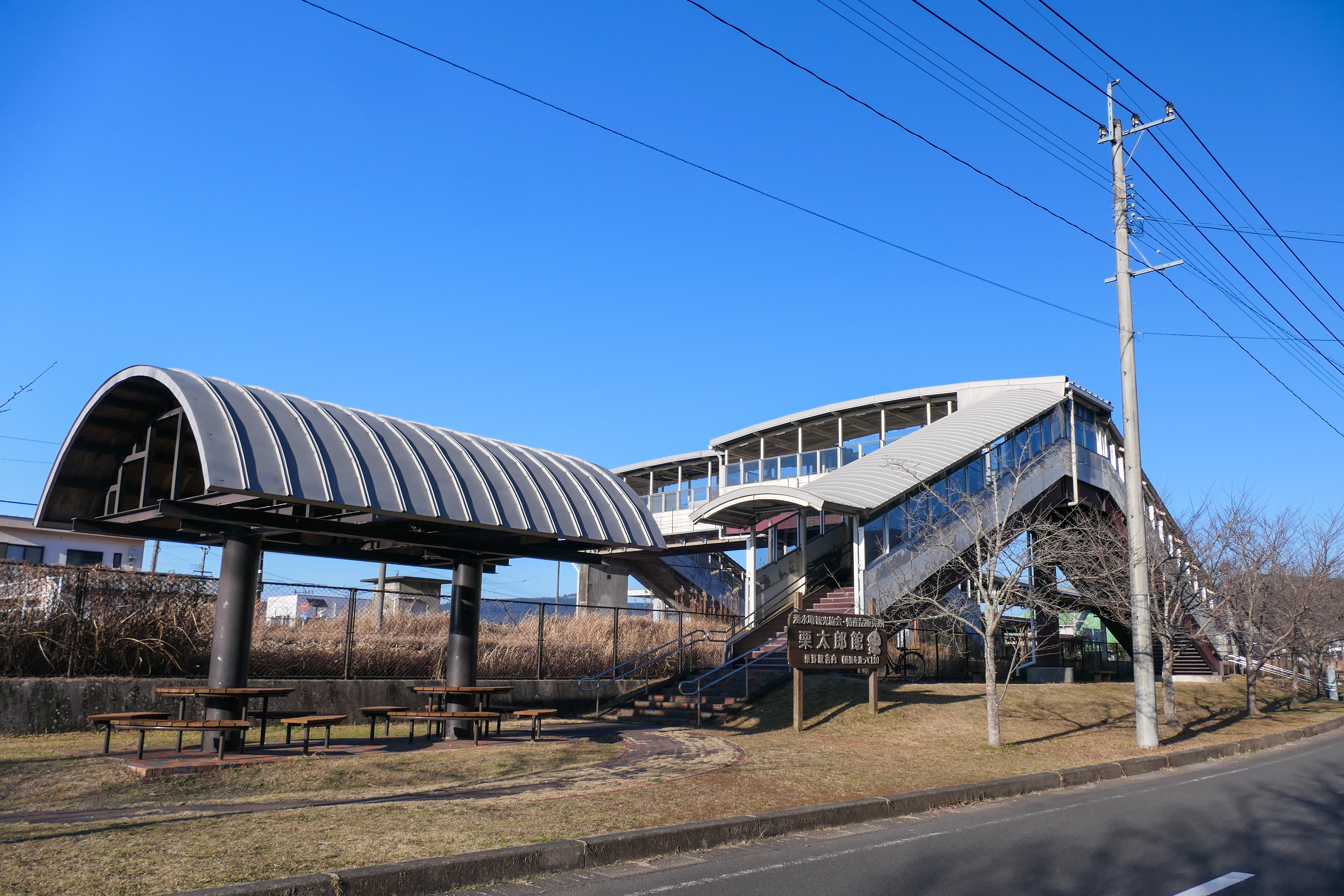
駅南側より跨線橋
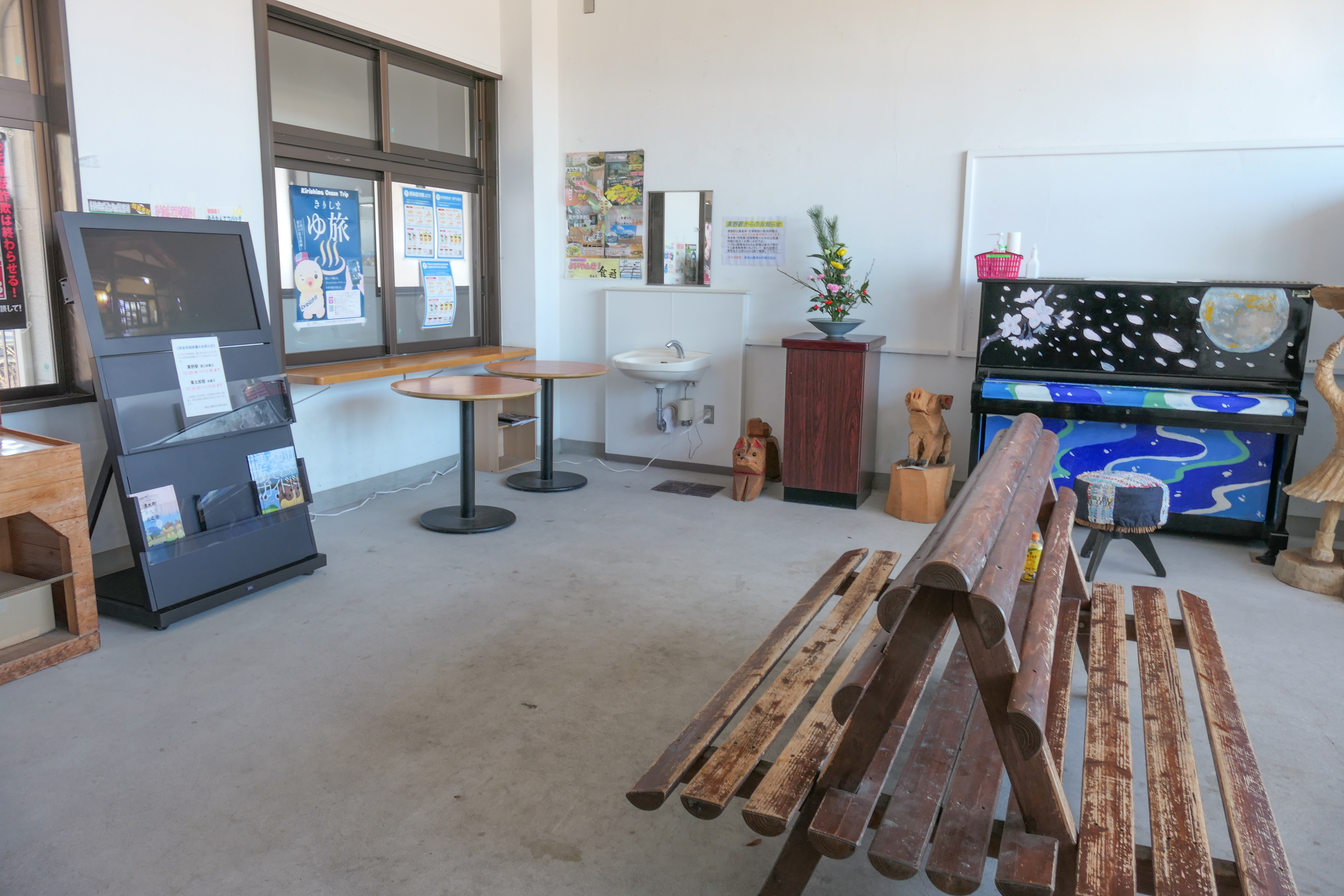
待合室
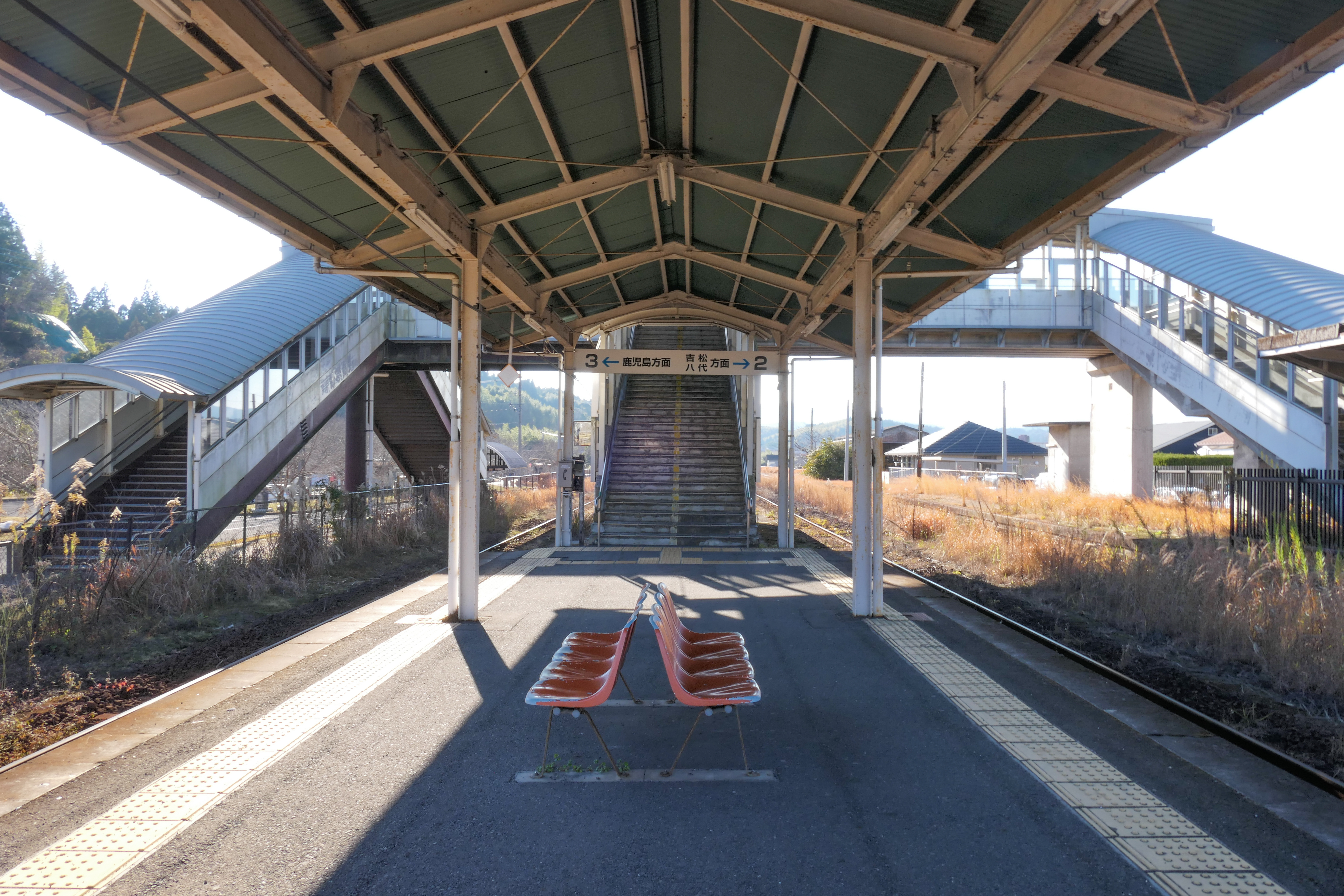
ホーム
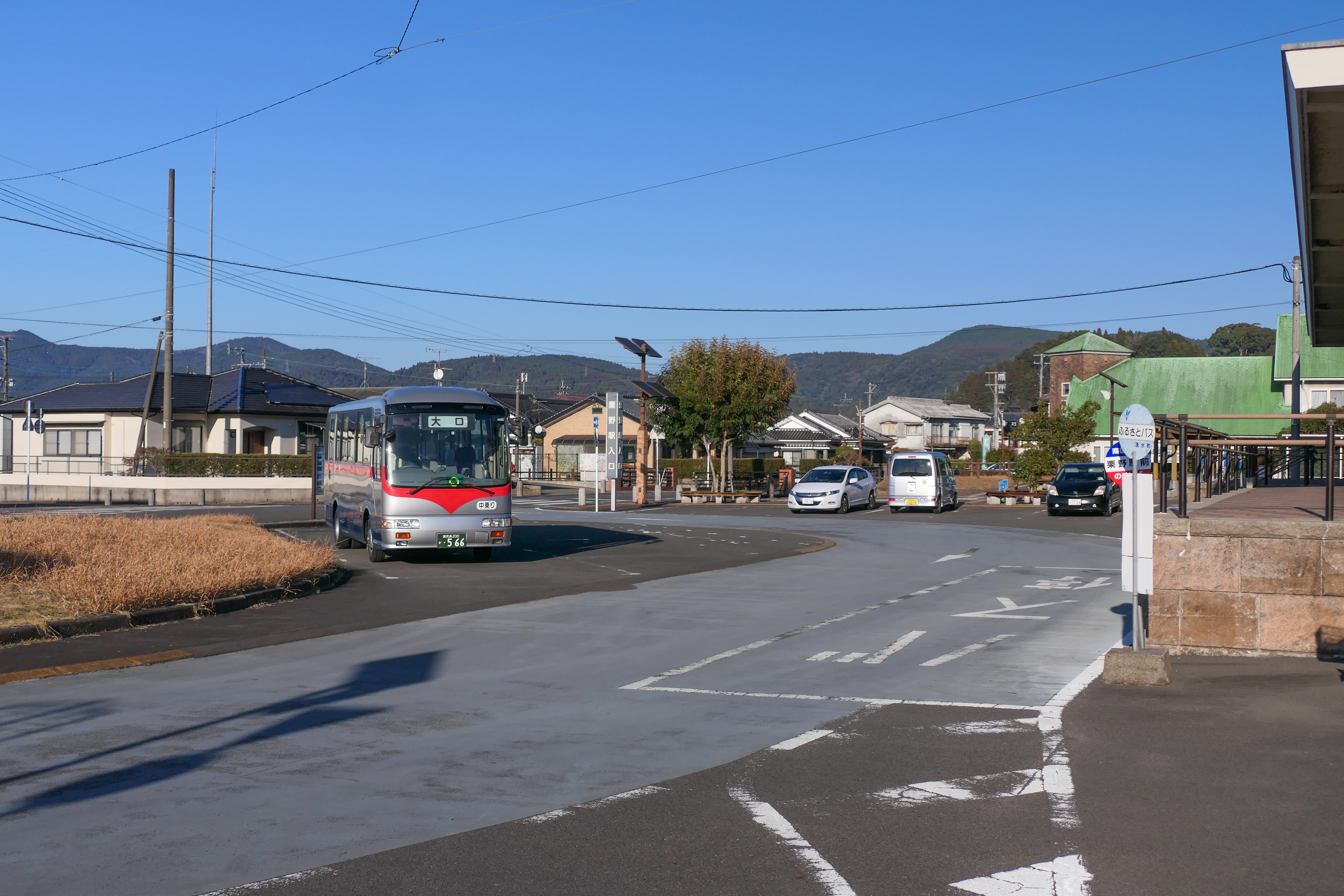
駅前ロータリー

## 利用状況
- 2013年度の1日平均乗車人員は181人である。

| 年度 | 1日平均 乗車人員 | 1日平均 乗降人員 |
| ---- | ---------------- | ---------------- |
| 2007 | 210              | 419              |
| 2008 | 193              | 386              |
| 2009 | 158              | 319              |
| 2010 | 159              | 323              |
| 2011 | 157              | 319              |
| 2012 | 169              | 341              |
| 2013 | 181              | 365              |

## 駅周辺
鹿児島県により「栗野都市計画」が策定され、再開発事業が行われた。北へ進むと国道268号や川内川に、西へ進むと九州自動車道栗野インターチェンジに至る。町役場は駅北側、教育機関は駅東側にある。なお、栗野岳温泉と霧島アートの森は駅東側にあるが、駅からはやや遠い所にある。
- 湧水町観光協会（駅舎内に併設）
- 湧水町役場
- 湧水町立栗野中学校
- 湧水町立栗野小学校
- 栗野学童（旧・栗野幼稚園）
- 栗野郵便局
- 伊佐湧水警察署栗野交番
- JAあいら栗野支所
- 霧島山麓丸池湧水 - 名水百選
- 九州自動車道栗野インターチェンジ
- 国道268号
- 鹿児島県道55号栗野加治木線
- 鹿児島県道・宮崎県道103号栗野停車場えびの高原線
- 鹿児島県道444号栗野停車場線
- ゆうあい橋 - 駅前に架かるレンガ造りの橋[9]。
- 川内川

### バス路線
「栗野駅前」停留所より発着する。
- 南国交通（山野線代替バス）
  - 栗野駅前 → 築地 → まごし館前 → 菱刈 → 大口
  - 栗野駅前 → 築地 → 前目 → 菱刈 → 大口
※栗野駅前発の便は少ないので、徒歩圏内にある「栗野三文字」停留所も合わせて利用
  - 吉松駅行き
- 湧水ふるさとバス（土曜休日のみ運行）

## その他
- 1980年代当時、使用されなくなった貨物側線に米軍機による機銃掃射の弾痕があるレールが残っていた[10]。肥薩線では、大隅横川駅に機銃掃射の弾痕のある柱が現存する。

## 隣の駅
九州旅客鉄道（JR九州）
■肥薩線
吉松駅 - 栗野駅 - 大隅横川駅

### 廃止区間
九州旅客鉄道（JR九州）
山野線
稲葉崎駅 - 栗野駅